# Francesca Smith

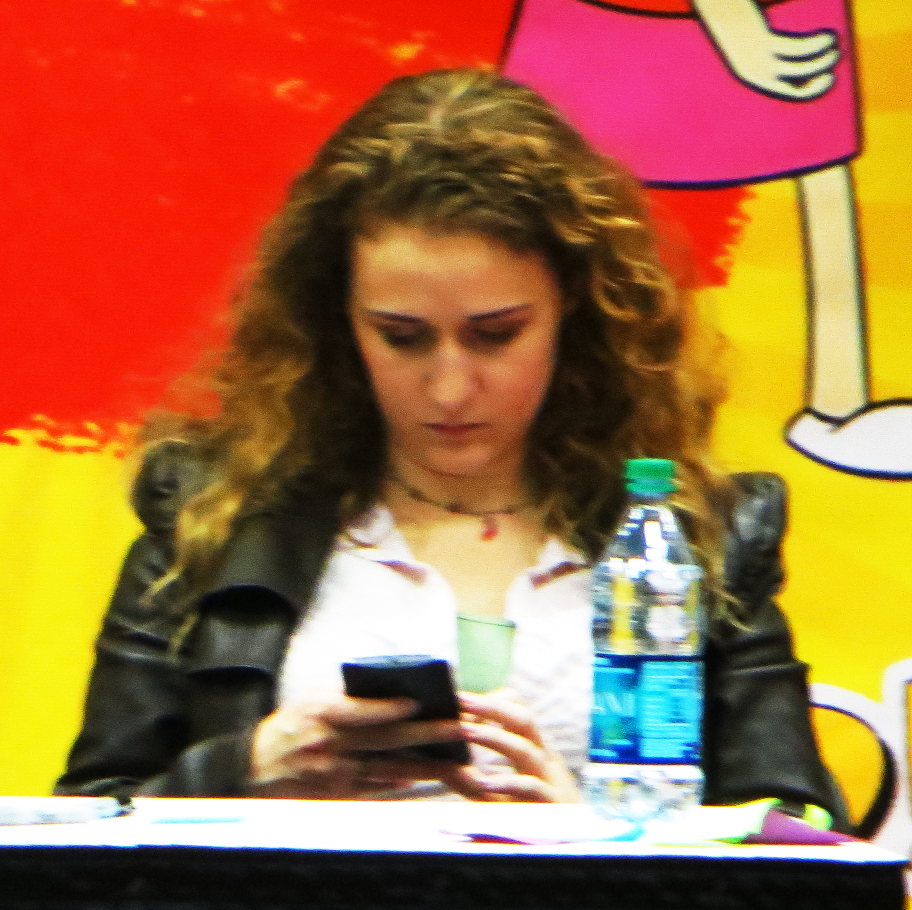
Francesca Smith bei der Comic Con 2015

Francesca Marie Smith (* 26. März 1985) ist eine US-amerikanische Schauspielerin und Synchronsprecherin. Bekannt wurde sie durch die Synchronisation der Helga Pataki, einer Figur aus der Zeichentrickserie Hey Arnold!.

## Leben
Smith absolvierte die Stanford University in Kalifornien. Ihre Medienkarriere startete sie 1991 in Staffel 2 der Fernsehserie Parker Lewis – Der Coole von der Schule in der 12. Episode Boy Meets Girl. Im Jahr 1994 war sie erstmals in der Animationsserie Hey Arnold! als Stimme von Helga Pataki zu hören. In dem Zeichentrickfilm Der Prinz von Ägypten von 1998 war sie eine der zusätzlichen Stimmen. In dem im selben Jahr erschienenen Animationsfilm Das große Krabbeln war sie ebenfalls eine der Stimmen. 
Smith ist auch als Synchronsprecherin tätig. Beispielsweise lieh sie Ashley. B und dem Kopfübermädchen aus der Walt-Disney-Zeichentrickserie Disneys Große Pause sowie Penny Madrid aus der Serie Fillmore! ihre Stimme.

## Filmografie (Auswahl)
- 1991: Parker Lewis – Der Coole von der Schule (Fernsehserie, Folge Boy Meets Girl)
- 1992: Brennende Herzen (Fernsehfilm)
- 1994: Blossom (Fernsehserie, Folge Dirty Rotten Scoundrel)
- 1994: Beethoven (Fernsehserie, 13 Folgen)
- 1994, 1995: Itsy Bitsy – Einer spinnt immer (Fernsehserie, 26 Folgen)
- 1998: Das große Krabbeln
- 1998: Der Prinz von Ägypten
- 1999–2002: The Amanda Show

## Synchronisation
- 1994–2004: Hey Arnold!
- 1997–2001: Disneys Große Pause
- 2002: Hey Arnold! The Movie
- 2003: Fillmore!
- 2017: Hey Arnold! Der Dschungelfilm